# Amphipyra satinea
Amphipyra satinea là một loài bướm đêm trong họ Noctuidae.